# ГЕС Qiàfǔqíhǎi
ГЕС Qiàfǔqíhǎi (恰甫其海水电站) — гідроелектростанція на північному заході Китаю в провінції Сіньцзян. Знаходячись перед ГЕС Шанькоу, входить до складу каскаду на річці Текес, лівій твірній Ілі (тече до розташованого на території Казахстану безсточного озера Балхаш).
В межах проекту річку перекрили насипною греблею, яка утримує водосховище з площею поверхні 58 км2 та об’ємом 1694 млн м3.
Пригреблевий машинний зал обладнали чотирма турбінами типу Френсіс потужністю по 80 МВт, котрі використовують від 51 до 84 метрів (номінальний напір 68 метрів).
Видача продукції відбувається по ЛЕП, розрахованій на роботу під напругою 220 кВ.